# Kobaltkanone
Kobaltkanone wie auch Kobaltbombe waren populäre Bezeichnungen für Strahlentherapiegeräte, die als Quelle ihrer Gammastrahlung das Radionuklid Cobalt-60 enthielten. Üblicherweise nannten weder Hersteller noch Onkologen die Geräte so. In Fachkreisen waren die Bezeichnungen Telegamma-, Telekobalt- oder Telecurie-Geräte, beziehungsweise ihre Markennamen, geläufig. Teletherapie-Geräte mit Cobalt-60-Quellen waren über Jahrzehnte das Hauptinstrument der Bestrahlung von Krebstumoren.

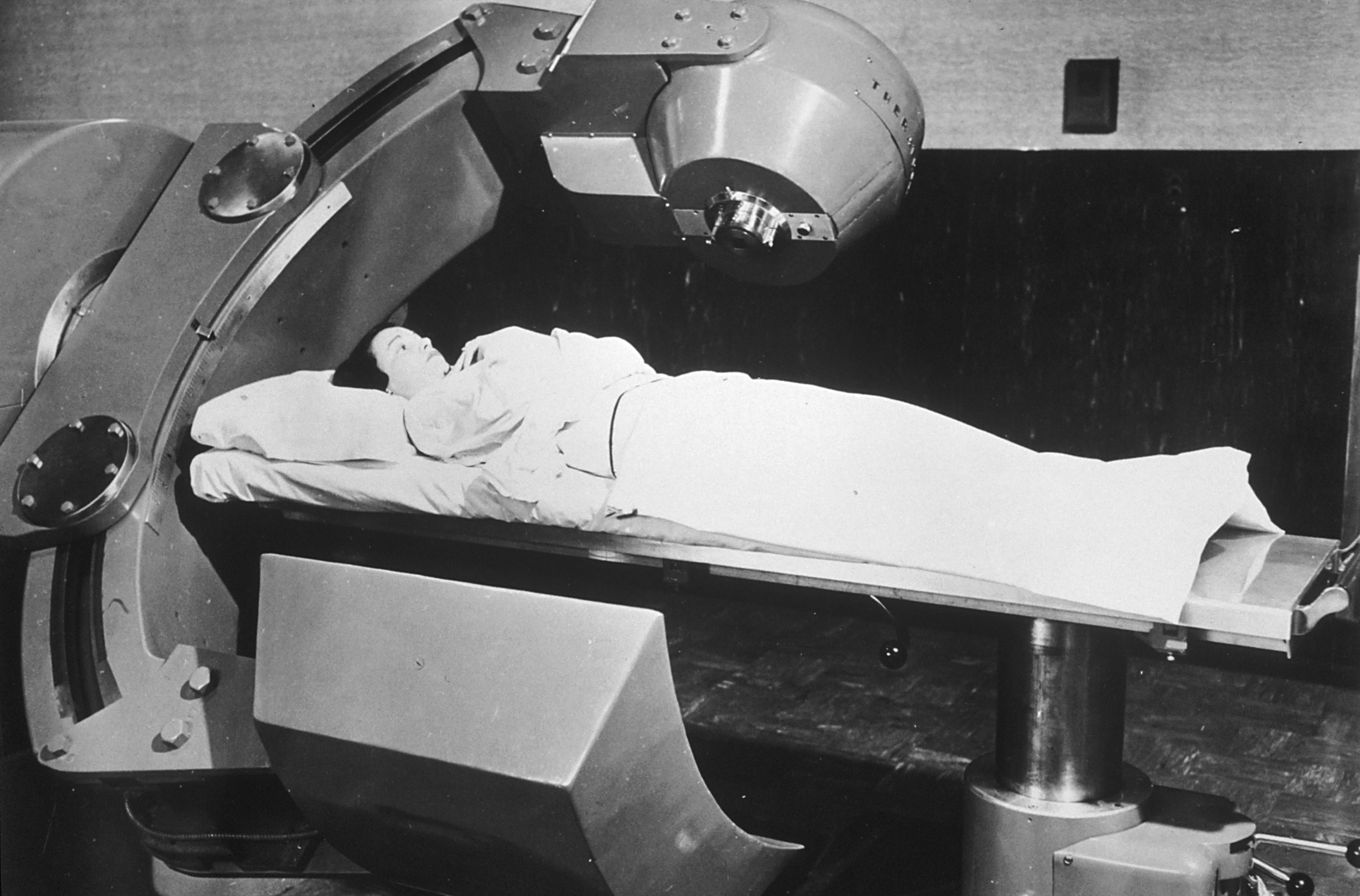
Behandlungsplatz zur Bestrahlung mit ^{60}Co.

## Strahlentherapie
Ganz allgemein beruht die Strahlentherapie von Krebstumoren auf Verfahren, das Tumorgewebe ionisierender Strahlung auszusetzen. Die Verfahren der Strahlentherapie sind zu unterteilen in Teletherapie und Brachytherapie.
Teletherapiegeräte erzeugen die ionisierende Strahlung entweder mittels elektro-physikalischer Methoden (Röntgengeräte, Linearbeschleuniger, Kreisbeschleuniger) oder mittels einer sogenannten Gamma-Quelle (Telegamma-Geräte).
Die erste Einrichtung dieser Art wurde 1951 vom kanadischen Arzt Harold Johns im Victoria-Krankenhaus in Saskatoon/Saskatchewan benutzt. Zwei Jahre später nahm auch in Europa die erste Einrichtung im Krankenhaus von Borgo Valsugana in Italien ihren Betrieb auf.

## Strahlungsquellen

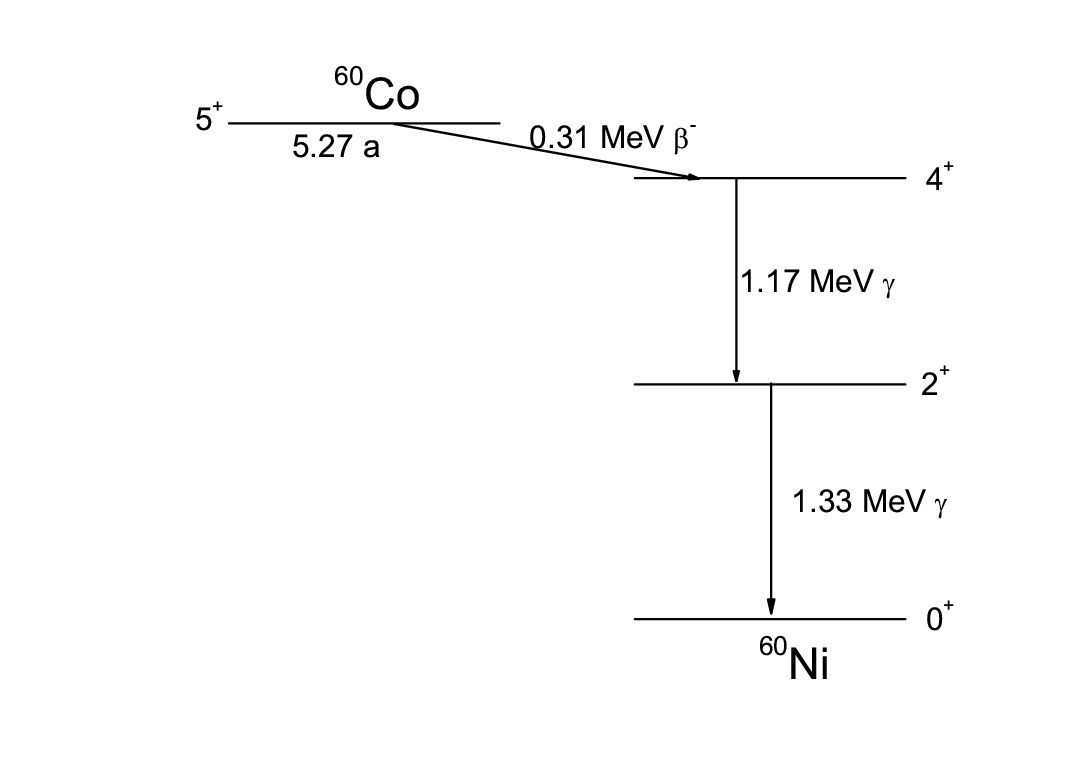
Vereinfachtes Zerfallsschema von Cobalt-60. Beim Betazerfall entsteht ein Nickel-60-Kern in einem angeregten Zustand, der in zwei Schritten durch Gammastrahlung in den Grundzustand übergeht.

Die Quellen enthalten das radioaktive Cobalt-60 (alternativ auch Cäsium-137. Die Strahlung von Cobalt hat ein höheres Durchdringungsvermögen, eine Cäsium-Quelle bleibt wegen längerer Halbwertszeit länger praktisch nutzbar.)
Strahlenquellen mit der notwendigen hohen Aktivität, über 1000 Curie = 37.000 GBq, können nur in Heißen Zellen hergestellt werden. Die radioaktive Substanz wird als gepresstes Pulver oder Schrot in ca. 1 cm³ große Gefäße aus Stahl gefüllt und luftdicht verschweißt. Damit eine solche Quelle transportier- und handhabbar wird, muss sie in einen für das jeweilige Gerät passenden Träger aus Abschirmmaterial (Wolfram) montiert werden.
Nach dem Ende der Nutzung ist die sachgerechte Entsorgung der immer noch hohen Aktivität von größter Bedeutung. In der Vergangenheit kam es infolge unsachgemäßer Verschrottung zu Unfällen, wie beispielsweise 1983 in Ciudad Juárez, im Jahr 1987 beim Goiânia-Unfall und im Jahr 2000 beim Nuklearunfall von Samut Prakan.

## Einsatz
Um 1990 waren in Deutschland noch zirka hundert Cobalt-Geräte im Einsatz. Der momentane Stand der Technik ist in Deutschland und anderen Industrienationen die strahlentherapeutische Behandlung mit Linearbeschleunigern. Linearbeschleuniger erlauben wesentlich präzisere und ausgefeiltere Bestrahlungstechniken.
Trotz Störunanfälligkeit und niedriger Betriebskosten sind Telegamma-Geräte in der Tumortherapie nicht mehr Stand der Technik. Ein mit Gammastrahlung arbeitendes, aber der Bauart nach völlig anderes Gerät für den speziellen Zweck der Radiochirurgie im Schädelbereich ist das Gamma-Knife.